# Orthophytum gurkenii
Orthophytum gurkenii là một loài thực vật có hoa trong họ Bromeliaceae. Loài này được Hutchison mô tả khoa học đầu tiên năm 1983.

## Hình ảnh

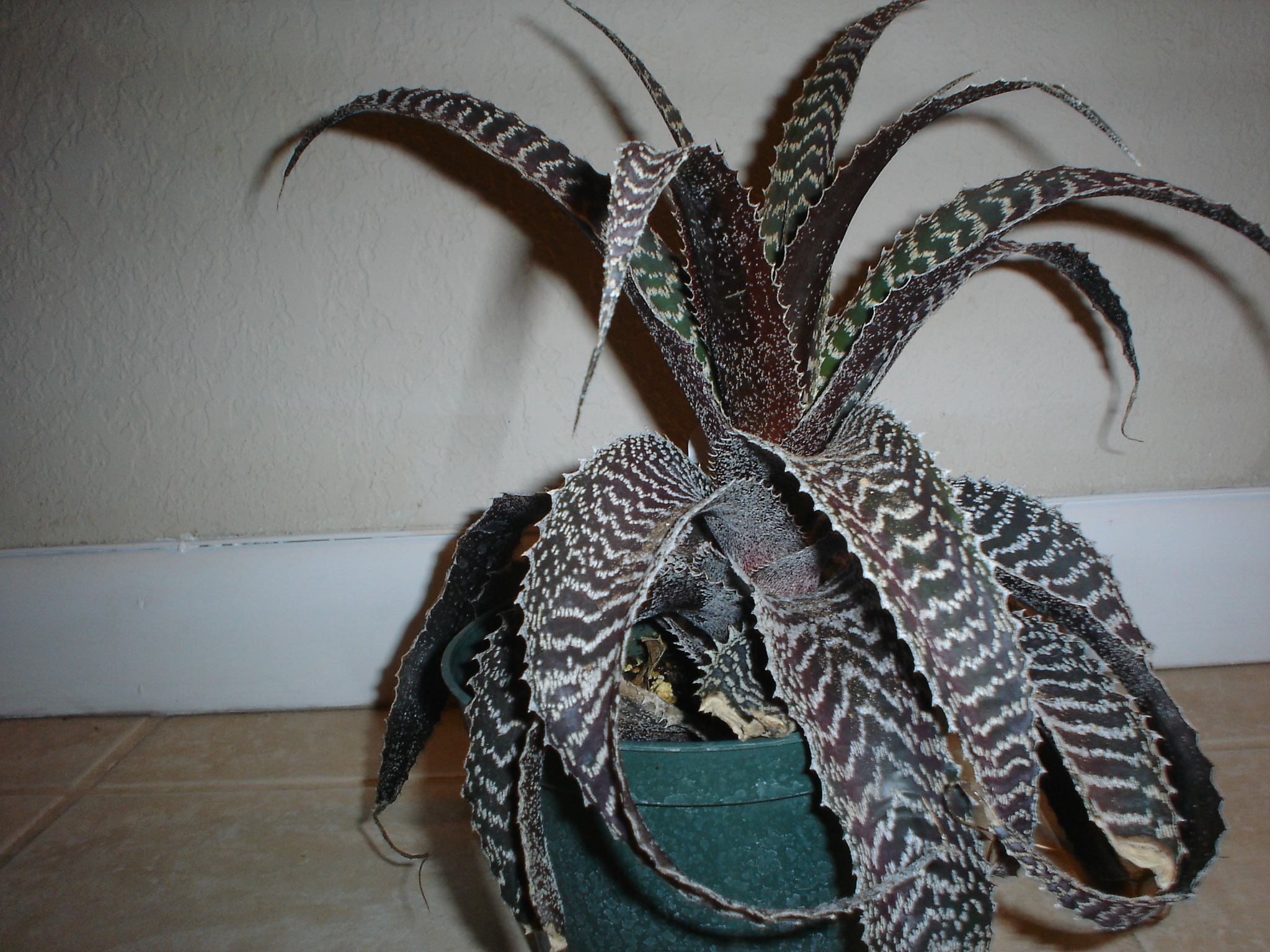
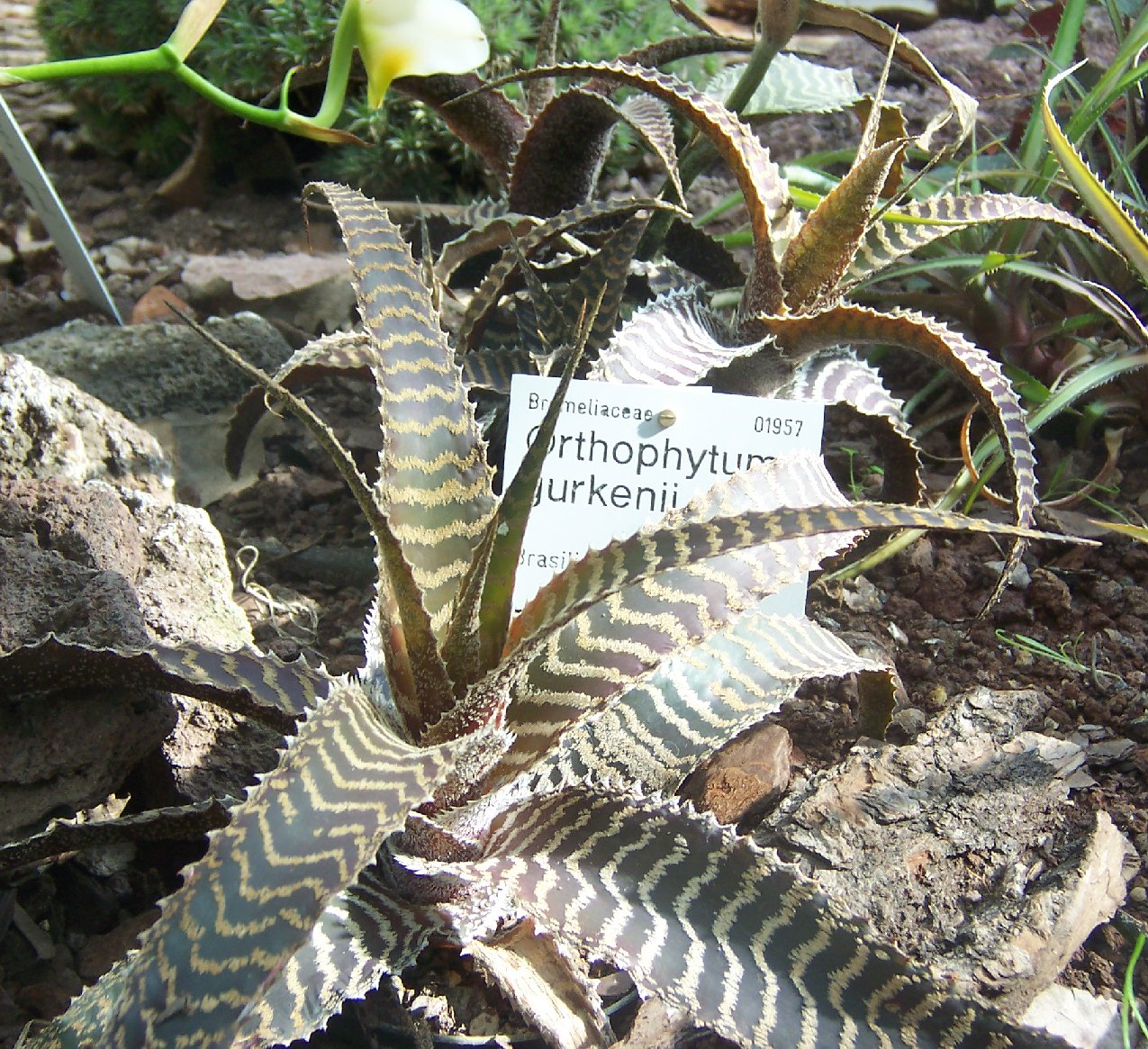